# Sauris angusta
Sauris angusta är en fjärilsart som beskrevs av W. Warren 1905. Sauris angusta ingår i släktet Sauris och familjen mätare. Inga underarter finns listade.